# قطلوغ خانيون
قطلوج الخانيون أو سلالة كرمان أو نادرًا جدًا لياو الغربية اللاحقة (الفارسية: قراختاییان کرمان) كانت سلالة فارسية ثقافيًا من أصل خيتاني عرقيًّا، حكمت كرمان (في مقاطعة كرمان الحالية، بإيران) من عام 1222 إلى عام 1306.
أسسها براق حاجب [الإنجليزية] الذي هاجر من قره خيتاي (سلالة لياو الغربية) أثناء انهيار المملكة. كانت سلالة قطلوغ خانيون في الأصل كيانًا مستقلًّا، ثم حكمت لاحقًا كتابعين لسلالة خوارزم، والإمبراطورية المغولية، والإلخانات. عُزلَت الأسرة من السلطة من الحاكم الإيلخاني أولجايتو، الذي عين ناصر الدين محمد بن برهان حاكمًا لكرمان.

## لياو الغربية اللاحقة
على الرغم من عدم وجود ذكر لسلالة تسمى "لياو الغربية المتأخرة" (后西辽) في الدراسات الصينية التقليدية، كتب وانغ تشيلاي ورقة بحثية عن لياو الغربية المتأخرة (关于"后西辽") في عام 1983، حيث اقترح تسمية قطلوج الخانيون بـ "لياو الغربية المتأخرة"، وبالتالي وضع السلالة باعتبارها امتدادًا للياو الغربية (القراخطائية).

## نهاية سلالة الكرمان
أنهى الحاكم الإلخاني المغولي أولجايتو (حكم من عام 1304 إلى عام 1316) سلالة كرمان قره خيطان في عام 1306 بعد أن أهمل آخر خانات قطلوغ، قطب الدين الثاني، دفع مستحقاته لخزانة المغول. هرب قطلوغ خان إلى شيراز، وأصبحت ابنته فيما بعد زوجة مبارز الدين محمد، مؤسس سلالة المظفرين.

## قائمة ملوك سلالة قطلوغ خانيون
- براق حاجب [الإنجليزية] (1222–1235)
- قطب الدين محمد خان [الإنجليزية] (1235)
- ركن الدين خواجاجوك [الإنجليزية] (1235–1252)
- قطب الدين محمد خان [الإنجليزية] (العهد الثاني؛ 1252-1257)
- مظفر الدين حجاج [الإنجليزية] (1257–1267/8) (تحت وصاية كوتلوغ توركان [الإنجليزية])
- كوتلوغ توركان [الإنجليزية] (1257–1282)
- جلال الدين سويرغاتمش [الإنجليزية] (1282–1292)
- صفوت الدين باديشة خاتون (1292–1295)
- كردجين خاتون [الإنجليزية] (1295)
- مظفر الدين محمد [الإنجليزية] (1295–1304)
  - يولوك شاه (1295) - في التمرد
  - سيوك شاه (1301–1302) – في حالة تمرد
- قطب الدين شاه جهان [الإنجليزية] (1304–1306)

## طالع أيضًا
- قره خيتاي
- سلالة لياو
- شعب الخيتان